# GL Enterprises
GL Enterprises war ein britischer Hersteller von Automobilen.

## Unternehmensgeschichte
Das Unternehmen aus Birmingham in der Grafschaft West Midlands begann 1992 mit der Produktion von Automobilen und Kits. Der Markenname lautete Moons. Im gleichen Jahr endete die Produktion. Insgesamt entstanden etwa vier Exemplare.

## Fahrzeuge
Im Angebot stand nur ein Modell. Dies war der Moke. Das Fahrzeug war inspiriert vom Mini Moke. Im Unterschied zu vergleichbaren Strandwagen bestand die Karosserie aus Stahl. Die Vierzylindermotoren kamen vom Mini Metro.